# Sheikh Jamal Dhanmondi Club
Sheikh Jamal Dhanmondi Club (bengalisch শেখ জামাল ধানমন্ডি ক্লাব) ist ein professioneller Fußballverein aus Dhanmondi, Bangladesch. Aktuell spielt der Verein in der höchsten Liga des Landes, der Bangladesh Premier League.

## Erfolge
- Bangladesh Premier League:  2010/11, 2013/14, 2014/15
- Federation Cup: 2011/12, 2013/14, 2014/15
- Budha Subba Gold Cup: 2002
- Pokhara Cup: 2011
- Jigme Dorji Wangchuk Memorial Gold Cup: 2014

## Stadion

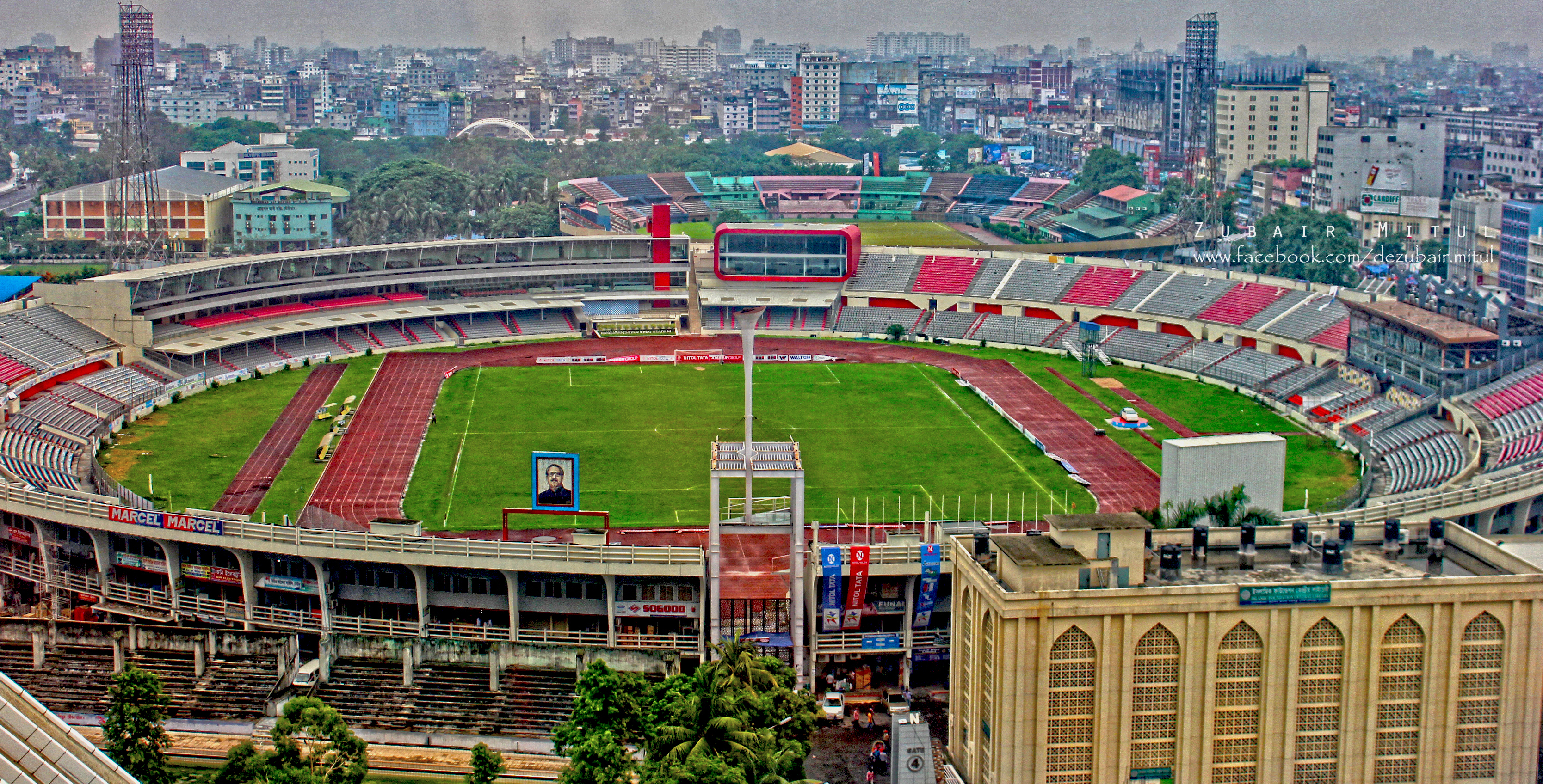
National Stadium in Dhaka

Seine Heimspiele trägt der Verein im National Stadium in Dhaka aus. Das Stadion hat ein Fassungsvermögen von 36.000 Personen.

## Spieler
Stand: 2. Mai 2022
| Nr. |             | Position | Name                  |
| --- | ----------- | -------- | --------------------- |
| 1   | Bangladesch | TW       | Mitul Marma           |
| 2   | Bangladesch | AB       | Raihan Hasan          |
| 3   | Bangladesch | AB       | Ariful Islam          |
| 4   | Bangladesch | AB       | Yeasin Khan           |
| 5   | Bangladesch | AB       | Mohammad Atikuzzaman  |
| 6   | Bangladesch | AB       | Mojammel Hossain Nira |
| 7   | Bangladesch | MF       | Rahbar Wahed Khan     |
| 8   | Usbekistan  | ST       | Otabek Valijonov      |
| 10  | Gambia      | ST       | Solomon King Kanform  |
| 12  | Bangladesch | ST       | Jabed Khan            |
| 13  | Bangladesch | MF       | Mazharul Islam Sourav |
| 14  | Bangladesch | MF       | Sohanur Rahman        |
| 15  | Bangladesch | MF       | Mohammad Shagor       |
| 16  | Bangladesch | AB       | Sohel Rana            |
| 17  | Bangladesch | MF       | Faysal Ahmed          |
| 18  | Bangladesch | MF       | Omar Faruk Babu       |
| 19  | Bangladesch | ST       | Rashedul Islam Shuvo  |

| Nr. |             | Position | Name                 |
| --- | ----------- | -------- | -------------------- |
| 20  | Bangladesch | ST       | Nurul Absar          |
| 21  | Bangladesch | AB       | Shakil Ahamed        |
| 22  | Bangladesch | TW       | Samiul Islam Masum   |
| 23  | Bangladesch | TW       | Miraj Hawlader       |
| 24  | Bangladesch | AB       | Rofiqur Rahman Mamun |
| 25  | Bangladesch | MF       | Shafiqul Islam Bipul |
| 26  | Bangladesch | MF       | Ali Hossain          |
| 27  | Bangladesch | AB       | Shamol Miah          |
| 28  | Bangladesch | AB       | Arman Sadi           |
| 29  | Bangladesch | AB       | Shahin Mia           |
| 30  | Bangladesch | TW       | Mohammed Nayeem      |
| 31  | Bangladesch | AB       | Rifat Hasan Sarthok  |
| 32  | Bangladesch | MF       | Tawhid Hasan         |
| 33  | Bangladesch | ST       | Mehedi Hasan Hridoy  |
| 36  | Nigeria     | ST       | Musa Najare          |
| 37  | Nigeria     | ST       | Chijoke Alaekwe      |

## Trainerchronik
Stand: 2. Mai 2022
| Trainer                      | Nation                          | von                | bis               |
| ---------------------------- | ------------------------------- | ------------------ | ----------------- |
| Davor Berber                 | Serbien Bosnien und Herzegowina | 1. September 2010  | 30. Juni 2011     |
| Zoran Kraljevic              | Serbien                         | 17. September 2010 | 28. Dezember 2010 |
| Pakir Ali                    | Sri Lanka                       | 18. Januar 2011    | 30. Juni 2011     |
| Saiful Bari Titu             | Bangladesch                     | 15. August 2011    | 16. Februar 2012  |
| Saiful Bari Titu             | Bangladesch                     | 17. Februar 2012   | 30. Juni 2012     |
| Joseph Afusi                 | Nigeria                         | 1. Juli 2012       | 24. Mai 2013      |
| Omar Sisse                   | Gambia                          | 25. Mai 2013       | 13. Juni 2013     |
| Maruful Haque                | Bangladesch                     | 8. April 2014      | 27. Mai 2015      |
| Joseph Afusi                 | Nigeria                         | 20. Juni 2015      | 8. Februar 2016   |
| Masud Parvez Kaisar          | Bangladesch                     | 1. August 2015     | 31. Dezember 2015 |
| Shafiqul Islam Manik         | Bangladesch                     | 9. Februar 2016    | 19. Juli 2016     |
| Kazi Joshimuddin Ahmed Joshi | Bangladesch                     | 1. Juli 2016       | 31. Dezember 2016 |
| Stefan Hansson               | Schweden                        | 19. September 2016 | 30. Juni 2017     |
| Joseph Afusi                 | Nigeria                         | 12. April 2017     | 18. November 2017 |
| Md Mahabub Hossain Roksy     | Bangladesch                     | 19. November 2017  | 28. Februar 2018  |
| Joseph Afusi                 | Nigeria                         | 7. Mai 2018        | 29. April 2019    |
| Shafiqul Islam Manik         | Bangladesch                     | 1. Mai 2019        | 9. August 2021    |
| Mosharraf Hossain Badal      | Bangladesch                     | 9. August 2021     | 31. Oktober 2021  |
| Juan Manuel Martínez Saez    | Spanien                         | 1. November 2021   | 20. April 2022    |
| Joseph Afusi                 | Nigeria                         | 12. April 2022     | 13. Oktober 2022  |
| Maruful Haque                | Bangladesch                     | 15. Oktober 2022   |                   |